# Vrh Brodski
 Vrh Brodski  falu Horvátországban, a Tengermellék-Hegyvidék megyében. Közigazgatásilag Skradhoz tartozik.

## Fekvése
Fiumétól 37 km-re északkeletre, községközpontjától 4 km-re északnyugatra erdők között fekszik.

## Története
A falunak 1857-ben 16, 1900-ban 18 lakosa volt. A falu a trianoni békeszerződésig Modrus-Fiume vármegye Delnicei járásához tartozott. 2011-ben nem volt állandó lakossága.

## Lakosság
| Lakosság változása | Lakosság változása | Lakosság változása | Lakosság változása | Lakosság változása | Lakosság változása | Lakosság változása | Lakosság változása | Lakosság változása | Lakosság változása | Lakosság változása | Lakosság változása | Lakosság változása | Lakosság változása | Lakosság változása | Lakosság változása |
| ------------------ | ------------------ | ------------------ | ------------------ | ------------------ | ------------------ | ------------------ | ------------------ | ------------------ | ------------------ | ------------------ | ------------------ | ------------------ | ------------------ | ------------------ | ------------------ |
| 1857               | 1869               | 1880               | 1890               | 1900               | 1910               | 1921               | 1931               | 1948               | 1953               | 1961               | 1971               | 1981               | 1991               | 2001               | 2011               |
| 16                 | 17                 | 15                 | 11                 | 18                 | 0                  | 0                  | 20                 | 14                 | 17                 | 19                 | 12                 | 0                  | 0                  | 0                  | 0                  |